# On the road (film fra 2000)
|  | Denne artikel er oprettet af botten PalnaBot ud fra en ekstern database. Den kan derfor have sproglige fejl eller mangler. Denne skabelon kan fjernes efter kontrol af indholdet. |

|  | For andre betydninger, se On the Road (flertydig) |
On the road er en kortfilm fra 2000 instrueret af Charlotte Sachs Bostrup efter manuskript af Charlotte Sachs Bostrup.

## Handling
Bjarne og Bibi slider dækkene tynde på vejene mellem de vestjyske badehoteller, hvor de i snart mange år har forsøgt at gøre deres lykke med sang og musik. De er par, både på og bag scenen; men det går ikke så godt. Bjarne er træt af racet; han længes efter et lille hus og en almindelig tilværelse med kone og barn. Bibi kæmper sin kamp for at gøre karriere og blive stjerne; en kamp, der gør hende både bitter og selvretfærdig. Det er tid til opgør. Ikke mindst med sig selv.